# Centro de Convenciones Olof Palme
El Centro de Convenciones Olof Palme es un moderno centro de convenciones ubicado en la ciudad de Managua, Nicaragua, específicamente cerca de la intersección de la 5.ª Calle Sureste y la Avenida Central, dentro del centro histórico de la capital. Es considerado uno de los recintos más importantes de Centroamérica para la realización de ferias comerciales, conferencias y eventos gubernamentales y culturales.

## Historia
La instalación fue construida en la década de 1980 y su nombre honra al político sueco Olof Palme. Fue renovada entre 2016 y 2017 bajo diseño del arquitecto Bruno Belluomini, incorporando un auditorio con capacidad para más de 1 800 personas, además de nuevas áreas funcionales.

## Instalaciones
El recinto cuenta con varios salones adaptables como el Plenario, Salón Lirio, Salón Mosaico y el Lobby. Está equipado con tecnología de audio, video, wifi, climatización centralizada y mobiliario modular. Posee áreas de cafetería, salones lounge, estacionamiento privado y accesos adaptados.

## Eventos destacados
Ha sido sede de actividades organizadas por el Gobierno de Nicaragua, ferias de tecnología, foros ambientales de MARENA, el certamen Nicaragua Diseña y conferencias ministeriales y educativas de nivel internacional.

## Capacidad y superficie
El auditorio principal tiene una capacidad de aproximadamente 1 884 personas. El conjunto edilicio cuenta con más de 3 700 metros cuadrados, distribuidos en salones multifuncionales, pasillos de exposición, sala de prensa, oficinas administrativas y áreas de servicio.

## Ubicación y accesos
El centro se encuentra en el Centro histórico de Managua, a escasos metros del Edificio Benjamín Zeledón, y de instituciones como la Jefatura del Ejército de Nicaragua. Limita con la 5.ª Calle Sureste y la Avenida Central, y está vinculado a importantes vías como la Avenida Bolívar y la Pista Juan Pablo II.